# Янаки Петров
Янаки Иванов Петров е български поет, автор на книги за деца.

## Биография
Янаки Петров е роден на 28 февруари 1947 г. в село Голямо Буково, Бургаско в миньорско семейство. Завършва техникум по морски и океански риболов (1967) и българска филология в Софийския държавен университет (1978). Работи като миньор, печатарски работник, библиотекар, редактор в изд. „Български художник“ (1978), сп. „Деца, изкуство, книги“ (1979), алманах „Море“. Член на Съюза на българските писатели и Сдружението на българските писатели. Умира на 4 септември 1999 г.

## Творчество
Публикува от 1960 г. Автор е на стихосбирките „Лирично ято“ (1975), „Зимна птица“ (1978, награда „Южна пролет“), „Урокът на цветята“ (1998). Голяма част от творчеството му е посветено на децата, сред които е популярен с псевдонима си Чичо Чичопей. Издал е следните книги за деца: „Чичо Чичопей“ (1978), „Африканец на комин“ (1981), „Ловец-храбрец“ (1985), „Къщичка с огледала“ (1986), „Приказка за Мурджо, патките и Лиса“ (1987), „Гърне и похлупак“ (1988), „Бягай, бягай, зайче“ (1988), „Хвърчи ли жаба“ (1992). Други негови книги са: „Робин Бобин“ – английски песнички и залъгалки (1990), „Златното яйце“ – руски народни песнички и залъгалки (1991), „Червеното ми конче с бялата юзда“ – детски песнички от цял свят (1992). През 1981 и 1989 година е награждаван от Министерството на образованието за най-добра стихосбирка за деца. Негови творби са превеждани на руски, полски, турски, сръбски, чешки и словашки.

## Памет
През 2023 г. община Средец учредява литературен конкурс на името на Янаки Петров.